# Gernot Badtke
Gernot Badtke (* 23. September 1939) ist ein deutscher Sportmediziner und Hochschullehrer.

## Leben
Badtke bestand 1964 in Berlin sein Examen im Fach Medizin und war dann im Krankenhaus Babelsberg tätig. Als aktiver Sportler gehörte er der DDR-Nationalmannschaft im Flossenschwimmen an.
Ende der 1960er Jahre wurde er Leiter des Sportmedizinischen Dienstes in Potsdam und baute die Zweigstelle auf. Er wurde Chefarzt, hatte aber keine weiteren beruflichen Aufstiegschancen, da sein Vater in der Bundesrepublik Deutschland lebte. Badtke wechselte 1976 an die Pädagogische Hochschule Potsdam (PH Potsdam), wurde 1980 Hochschullehrer und 1985 Professor für Sportmedizin. Er war Präsident des Tauchsportverbandes der DDR.
Auch nach dem Ende der Deutschen Demokratischen Republik und dem Umbau zur Brandenburgischen Landeshochschule, dann zur Universität Potsdam blieb er im Amt und leitete das Institut für Sportmedizin und Prävention. Dort leistete er wie bereits vorher beim Sportmedizinischen Dienst auch Aufbauarbeit. Ende Oktober 2004 ging er offiziell in den Ruhestand, Ende März 2006 gab er die Leitung des Instituts für Sportmedizin und Prävention ab.
Von 1967 bis Herbst 2003 war Badtke zunächst für den Bezirk Potsdam, dann für das Bundesland Brandenburg Vorsitzender der Gesellschaft für Sportmedizin. Im Deutschen Sportärztebund leitete er mehrere Jahre die Sektion Forschung und Lehre an den Hochschule. Beim Bundesinstitut für Sportwissenschaft gehörte er dem Ausschuss für Sportmedizin und Doping an. Als Arzt im Spitzensport betreute er vor allem Tauchsportler, Ruderer und Leichtathleten und war unter anderem bei Olympischen Spielen und Weltmeisterschaften als betreuender Mediziner im Einsatz.
In der Forschung befasste sich Badtke unter anderem mit den Themen Schmerz und Schmerzbehandlung, Körperhaltung, Funktionsstörungen des Bewegungsapparates nach Sportverletzungen sowie Wirbelsäulebelastung. 1987 brachte er das Buch „Sportmedizinische Grundlagen der Körpererziehung und des sportlichen Trainings“ heraus, zudem war er Mitverfasser des in mehreren Auflagen erschienenen „Lehrbuches der Sportmedizin“.